# Ilyushin Il-78
El Ilyushin Il-78 (en ruso: Ильюшин Ил-78, designación OTAN: Midas) es un avión cisterna ruso. Su diseño está basado en (o fue convertido de) la célula o estructura del avión de transporte militar (carguero) IL-76MD. Fue puesto en servicio para la Fuerza Aérea Soviética en 1984. 
Se encuentra actualmente en servicio dentro de la Fuerza Aérea de ocho países. Internamente el Il-78 tiene un par (en algunas variantes se dice que tres) de enormes depósitos de combustible cilíndricos, montados a través de paletas en el compartimiento de carga, juntos contienen (ambos depósitos) 35 toneladas de la carga total transferible de 100 toneladas de combustible del avión. El proceso de repostar combustible es supervisado por un observador que ocupa la antigua posición del Artillero de cola y controlado desde la estación del mecánico de vuelo en la cabina.
En la Fuerza Aérea India este avión de reabastecimiento de combustible entró en servicio en 1987 para sustituir al anticuado Myasishchev M-4 "Bisonte". La Fuerza Aérea India opera su propia versión de esta aeronave designada como Il-78 MKI.

## Diseño y desarrollo

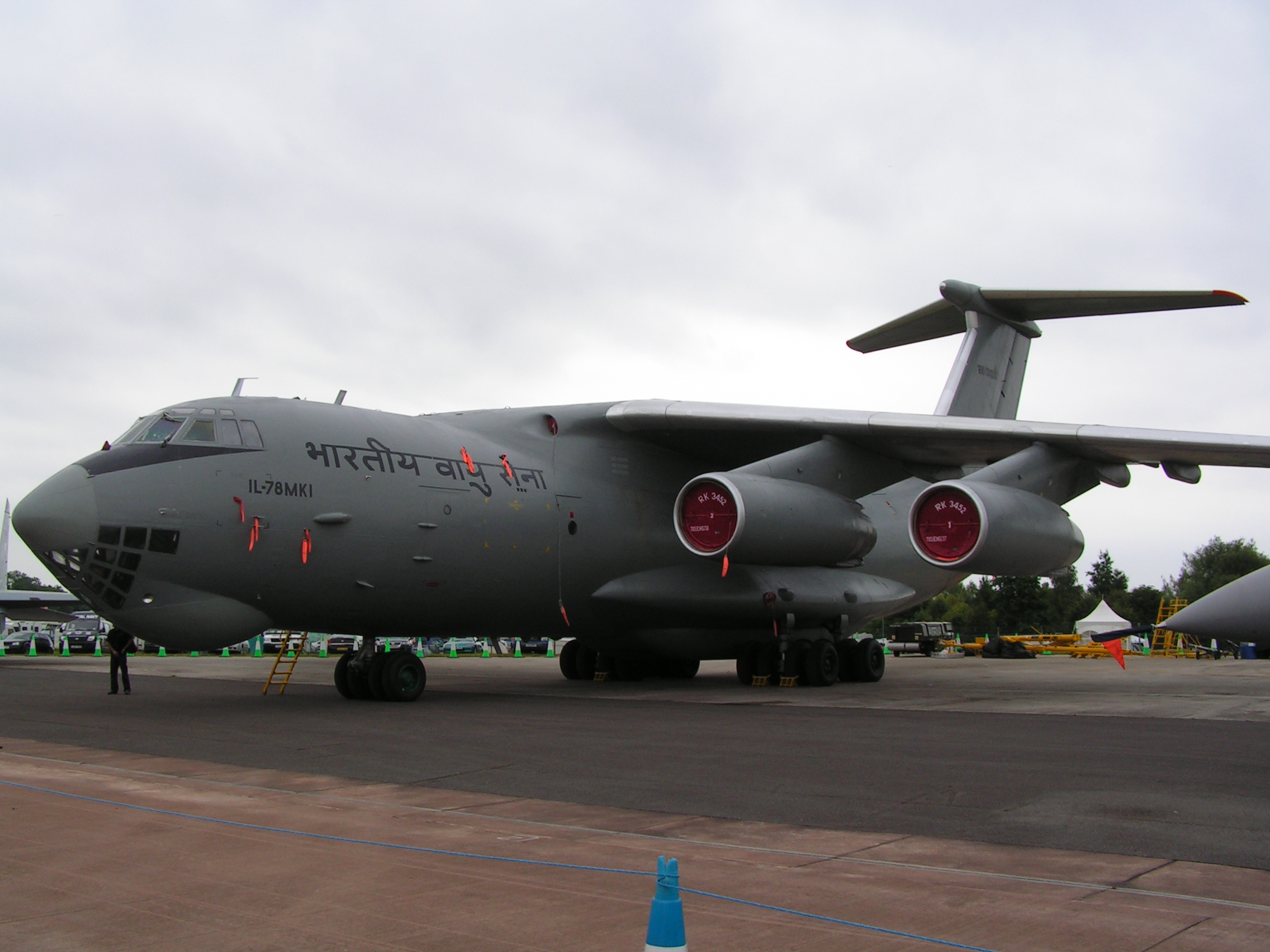
Il-78MKI en-servicio con la Fuerza Aérea India.

Avión militar cisterna de combustible para operaciones de reabastecimiento aéreo de combustible a otros aviones en vuelo, de ala alta y 4 motores de turbina colgando en góndolas bajo las alas.
El avión cisterna Il-78 fue concebido mucho tiempo atrás en el año 1968, sin embargo la carga de combustible transferible para la versión inicial era de solamente 10 toneladas, lo cual resultaba insuficiente, y el desarrolló fue abandonado. Más tarde, cuando mejoraron las prestaciones de las siguientes versiones del Il-76, el proyecto del Il-78 fue reiniciado en 1982. 
En adición al incremento en la carga de combustible de los más recientes modelos del Il-76, el Il-78 tenía dos tanques, de combustible removibles de 18 230 l instalados en el compartimiento de carga, dándole una carga de combustible transferible de 85 720 kg (188,584 lb) con los tanques de carga y 57 720 kg (126,984 lb) sin dichos tanques. 
Controlados desde la cabina de Artillero, que esta despojada de equipo militar, tres aviones pueden repostar combustible en vuelo, simultáneamente, de las UPAZ-1A (Il-78) / UPAZ-1M (Il-78M) las tomas o unidades (pods) de repostaje integradas a las alas externas y el fuselaje. En adición un cuarto avión también puede ser repostado de combustible sobre la tierra usando mangueras de repostaje de combustible convencionales, que se extiendan del compartimiento de carga. Debido a los altos pesos después del despegue, que, en caso de emergencia, significarían el aterrizaje con pesos bien superiores al de aterrizaje máximo permitido, el Il-78 tiene un sistema de desecho de combustible, con puertos de desecho en las puntas de ala en caso de emergencia.
Poco después que el Il-78 pasó las pruebas de aceptación, en 1984, Ilyushin fue instruido para diseñar y producir una versión mejorada, a ser luego conocida como Il-78M. El Il-78M es un avión cisterna y no puede ser convertido de nuevo al papel de transporte fácilmente. La adición de un tercer tanque de almacenamiento de carga, aumenta el combustible transferible a 105.720 kg o (233.070 libras), y el Peso Máximo de Despegue (MTOW) a 210.000 kg, los cuales requirieron que la caja de torsión del ala fuera reforzada. 
Equipados con tomas de repostaje de combustible (vainas de repostaje) mejoradas modelo UPAZ-1M , el flujo máximo de combustible (suministrado a los aviones) fue aumentado a 2.340 L/min (514,8 galón/min). Como el Il-78M no es "convertible", toda el equipo que manejaba carga (en el diseño Il-76 original) fue retirado y las puertas de carga suprimidas, ahorrando aproximadamente 5 t en el peso estructural.
Las tempranas versiones del Il-78 tienen la toma (receptáculo) del fuselaje montada sobre un pilón corto horizontal, pero el Il-78M tiene el receptáculo del fuselaje suspendida de un pilón idéntico a las tomas del ala, conectadas a un trozo corto de ala, esta modificación fue realizada para aislar el receptáculo de la turbulencia generada por el fuselaje, con la ventaja añadida de concordancia con la combinación de receptáculo/pilón del ala. Los Il-78 fueron producidos con los colores de [Aeroflot]] y registros civiles, pero la producción del Il-78Ms recibió marcas militares, registro y esquemas de colores.
El avión cisterna IL-78MK (convertible) fue desarrollado basado en el avión IL-78M. EL IL-78MK es diseñado para el reabastecimiento en vuelo de hasta tres aviones de varios tipos. El avión puede repostar combustible en el aire por el día o la noche en las condiciones apropiadas de visibilidad. Sobre la tierra el aeroplano es capaz de reabastecer combustible a hasta cuatro aeronaves simultáneamente, en operaciones militares en lugares lejanos del país. 
El avión puede ser re-equipado de nuevo "in situ" en condiciones operacionales, para luego funcionar como un avión de transporte militar en el suministro por paracaídas, y el aterrizaje por aire de cargas y personal militar, como un avión de carga convencional.
El IL-78MK-90 es una versión posterior impulsada por un más poderoso turbofán PS-90A-76, cada uno proporcionando un empuje nominal de 35.000 libras, y un máximo combinado (por los 4 motores) de 140.000 libras en el despegue. El Il-78MK-90 añade dos toneladas a la carga útil, hasta las 50 toneladas, y aumenta la velocidad de crucero de 750 kph a 850 kph en comparación con el motor D-30KP, que impulsa al Il-78MK. La distancia de despegue se ve reducida apreciablemente, pudiendo despegar en una distancia de 1.550 m en comparación con los 2.200 m de la misma aeronave impulsada con el motor D-30KP.
La mayoría de los veinte aviones Il-78, en el inventario de las Fuerzas Aéreas de Ucrania han sido permanentemente convertidos a transportes puros, mediante la remoción de los tanques contenedores en el área de carga y los equipos de repostaje de combustible.

## Historia operacional

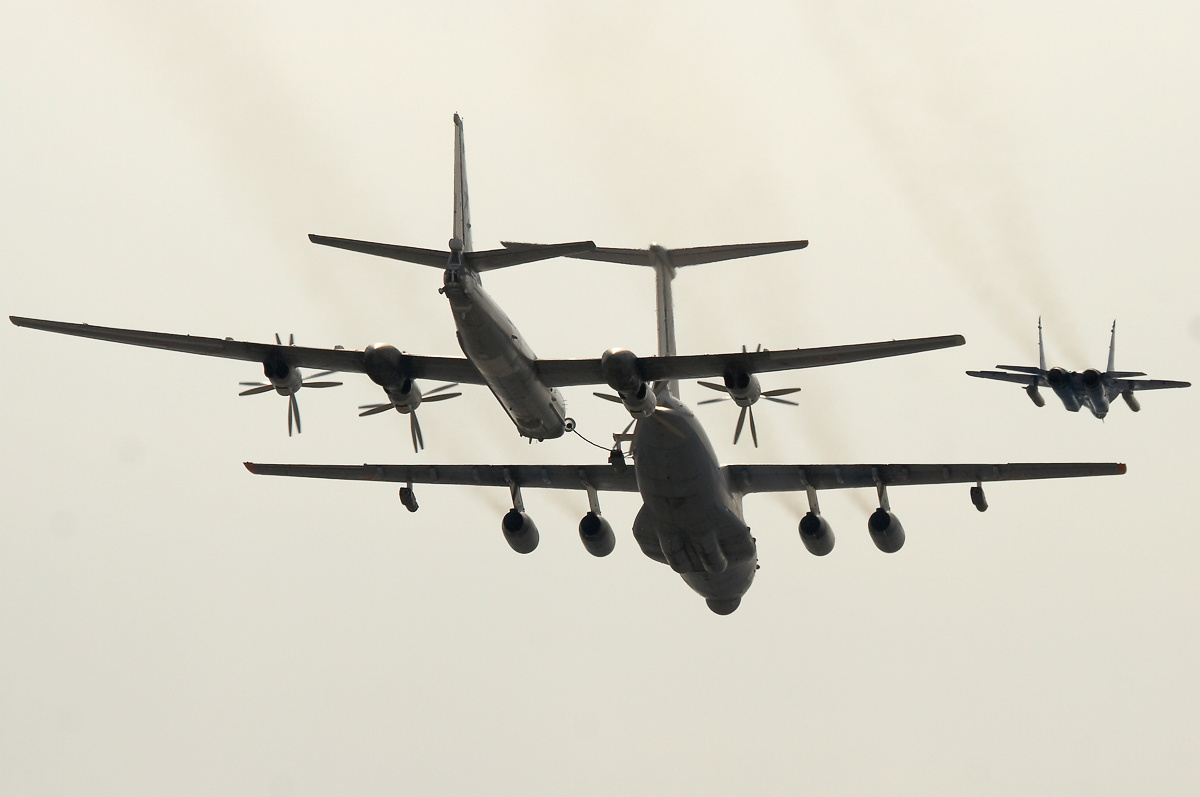
Un Tu-95MS simulando reabastecimiendo aéreo con un Ilyushin Il-78 durante la Parada del Día de la Victoria en Moscú el 9 de mayo de 2008.

El Ministro de Defensa, Jaswant Singh, en una respuesta escrita al Parlamento en julio de 2001, dijo que la IAF (Fuerza Aérea India) adquiriría seis aviones de reabastecimiento de combustible IL-78/78M de Uzbekistán. El comité de negociación de precios completó su trabajo en febrero de 2001, y los contratos fueron firmados en abril de 2001. El precio por aeronave fue fijado en aproximadamente 50 millones de dólares.
En marzo de 2002, se relataba que un contrato para la entrega a India de tres tanqueros Il-78, había sido firmado por la Asociación de Producción de Aviación de Taskent (TAPO). Las negociaciones continuaron con China, para la entrega de cuatro aeronaves de reabastecimiento Il-78 bajo los auspicios de Rosoboronehksport. Cada uno de los aproximadamente 45 Il-78 fueron producidos en TAPO. El coste de cada aeroplano, entregado para la exportación, es estimado en aproximadamente 25-35 millones de dólares.
De acuerdo con un contrato del 2005, entre Rosoboronexport y el Ministerio de Defensa de China, valorado en 1.500 millones de dólares, Rusia, se suponía, entregara 34 aviones de transporte militar de mediano alcance Il-76 Candid y cuatro Il-78 Midas de reabastecimiento de combustible. Las primeras entregas conforme al contrato deberían comenzar en 2007, pero en 2006, Tashkent Chkalov Aircraft Association de Uzbekistán, el fabricante del avión, se rehusó a firmar un contrato de producción con Rosoboronexport al precio del precitado contrato. Como resultado, el acuerdo fue rechazado, y Beijing suspendió las negociaciones sobre este y algunos otros contratos con Rusia.
Desde entonces, la empresa basada en Taskent se ha hecho parte de la Corporación de Aviones Unida de Rusia, y las aeronaves ahora serán ensamblados en la planta de la fabricación de aviones en Ulyanovsk Rusia Central. En septiembre de 2008 se reportaba que Rusia continuaría negociaciones sobre un contrato para entregar 34 aviones de transporte y cuatro tanqueros aéreos a China, antes congeladas, debido desacuerdos acerca de los precios. "Nosotros estamos retornando a las discusiones del contrato y renegociando el precio de estos aviones, " dijo Mijaíl Zavaliy, un funcionario de Rosoboronexport a reporteros, en un salón aeronáutico en la región de Krasnodar. 
Durante los ejercicios del 28 de enero al 2 de febrero de 2008, pilotos rusos practicaron misiones de reconocimiento, ataques con misiles y bombas sobre blancos simulados de fuerzas navales adversarias, y volaron misiones de patrulla y combate aéreo simulado. Un total de 40 aeronaves, incluyendo el Tu-160 Blackjack, Tu-95MS, el bombardero estratégico Tu-22M3 Backfire, el tanquero aéreo Il-78 Midas, aviones de alerta temprana A-50 Mainstay, interceptores de largo alcance MiG-31 Foxhound, y cazas de primera línea Su-27 Flanker participaron en los entrenamientos. Los Il-78 Midas realizaron unas 40 misiones durante el desarrollo de dichos ejercicios.
En el año 2009 los Servicios de Defensa Aérea Táctica de los Estados Unidos (TADF) anunciaron que la FAA (Administración Federal de Aviación) había certificado los Illyushin IL-78 “Midas” para su uso en los Estados Unidos de América. Debido a la escasez de aeronaves de transporte pesado, varias compañías en Rusia han hecho de su modo de vida el arrendamiento de sus aviones Antonov e Ilyushin, para el apoyo de operaciones y despliegue de militares occidentales no-estadounidenses. Esto incluye el movimiento de tropas y suministros a Irak y Afganistán. Para las operaciones (militares) de tierra modernas este tipo de soporte es crítico, y existen disponibles sólo un número limitado de unidades de transporte C-17 y C-5 para tales tareas.
Todos los Il-78 de la Fuerza Aérea Rusa son ahora parte del regimiento especial 203.er "Orlovski" Regimiento de aviones cisterna, basado en la base aérea Engels-2 en Sarátov.

## Variantes
Il-78
El Il-78 era la versión original de producción con dos tanques removibles, otorgándole una carga máxima de combustible transferible de 85,72 t o (188,540 lb).
Il-78T
Designación alternativa para el Il-78 debido a la retención de todos los equipos (de transporte) y su área de carga convertible
Il-78M
El Il-78M entró en servicio en 1987 como un tanquero dedicado equipado con tres tanques de fuselaje permanentes, un mayor peso bruto de 210 t, y sin puerta de carga o equipos de carga, la rampa de carga en mantenida pero no es funcional. La capacidad total de combustible del Il-78M es de 138 t o (303,600 lb), de las cuales 105,7 toneladas (232,540 lb) son transferibles.
Il-78ME
Versión de Exportación del Il-78M.
Il-78MKI
Variante customizada del Il-78ME para la Fuerza Aérea India. Estas aeronaves construidas en Uzbekistán están equipadas con un sistema de transferencia de combustible de Israel y pueden reabastecer de 6 a 8 unidades Sukhoi Su-30MKI en una misión regular.
Il-78MP
Es un avión Multi-rol (multifunción) Tanquero de Reabastecimiento Aéreo/Avión de Transporte Militar, con tanques de combustible removibles en el área de carga y bahías de repostaje UPAZ, para la Fuerza Aérea de Pakistán.

## Especificaciones (Il-78M)

### Características generales
- Tipo: tanquero de Reabastecimiento en Vuelo
- Capacidad: 138.000 kg (304.233 libras) de combustible
- Longitud: 46,59 m (152 pies 10 adentro)
- Envergadura: 50,50 m (165 pies 8 adentro)
- Altura: 14,76 m (37 pies 1 adentro)
- Superficie alar: 300 m² (3.230 pies de ²)
- Peso vacío: 72.000 kg (202.821 libras)
- Peso de despegue máximo: 210.000 kg (462.962 libras)
- Motores: 4 × Aviadvigatel D-30 KP turboventilador motores, kN 118 (26.500 lbf) cada uno
- Equipo especial: 3 gasolineras externas para reaprovisionar de combustible simultáneo del avión hasta 3. Dos de ellos están en los extremos del ala, y el tercero está en la parte posterior del plano.

### Prestaciones
- Velocidad máxima: 850 km por hora (460 nudos, 530 mph)
- Autonomía: 7300 km (o 4.551 millas) manteniendo el techo 12.000 m (39.360 pies)
- Empuje/peso: 0.23

## Operadores
Al 14 de marzo de 2009, 34 tanqueros Il-78 continúan en operación en diferentes Fuerzas Aéreas alrededor del mundo.
 Argelia
- Fuerza Aérea de Argelia

 China
- Fuerza Aérea del Ejército Popular de Liberación ordenados 4 aeronaves en 2005.

 India
- Fuerza Aérea India obtuvo 6 aviones. Versión personalizada para la India del Il-78 conocida como el Il-78MKI fue introducida en la Fuerza Aérea. La Fuerza Aérea India se refiere a la aeronave como el "MARS" (Mid Air Refuelling System) y ha creado una nueva unidad (Escuadrón N.º 78).

 Libia
- Fuerza Aérea Libia

 Pakistán
- Fuerza Aérea de Pakistán - 4 Il-78MP fueron pedidos a Ucrania con piezas de aeronves adicionales, y equipados con los motores PS-90 y pods de reabastecimiento UPAZ,[12]

 Rusia
- Fuerza Aérea Rusa opera 19 aviones en el 203.er Regimiento de Reabastecimiento Aéreo de la Guardia.

 Ucrania
- Fuerza Aérea de Ucrania opera 8 aeronaves.[13]

 Estados Unidos
- North American Tactical Aviation Inc. Una firma privada que fue previamente manejada por Dwight Barnell, la compañía conocida así mismo como "NATA" compró algunos IL-78 para sus sub-contrataciones, operaciones aire a aire en vuelo con varias agencias del Departamento de Defensa de EE. UU. y vendió el IL-78 registrado en la FAA (aeronave N78GF) a Air Support Systems LLC, el cual fue arrendado a Tactical Air Support Systems Inc.[14][15]
- Tactical Air Defense Services, Inc. Una compañía pública registrada en el U.S. bulletin board stock (TADF.OB), opera el IL-78 para sub-contrataciones en E.U.A. y la OTAN, para operaciones aire a aire en vuelo con varias agencias del DoD de EE. UU. Alexis Korybut es el CEO y Chairman, Marc Shubin es el director y Jefe de Pilotos de la compañía Tactical Air Services Inc.[16][17]
- Air Support Systems LLC. Compañía privada propietaria registrada en archivo ante la FAA como N78GF. Air Support Systems LLC es poseída por Gary Fears, un individuo que es conocido por su relación con los casinos de juego asociados a las tribus de Indígenas Estadounidenses a lo largo de los E.U.A., Air Support Systems LLC., arrendó el IL-78 N78GF a Tactical Air Defense Services Inc. de la cual Gary Fears es el mayor accionista, junto con Jamie Goldstein, Don Goldstein, Joel Ramsden, Dwight Barnell, Alexis Korybut and Michael Cariello.[18][19][20]

### Desarrollos relacionados
- / Ilyushin Il-76

### Aeronaves similares
- KC-135 Stratotanker
- KC-10 Extender
- Vickers VC-10
- Airbus A310 MRTT